# Sonate voor fluit solo
Sonate voor fluit solo (Sonata per flauto-solo) is een compositie van de Deen Vagn Holmboe.
Holmboe schreef deze sonate voor dwarsfluit als eerste in een reeks sonates voor muziekinstrumenten, waarvoor nog geen dergelijk werk was geschreven. Net als Primavera schreef Holmboe deze sonate voor Holger Gilbert-Jespersen, een bekende Deense fluitist. Holmboe schreef het werk met in zijn achterhoofd de sonates die Johann Sebastian Bach schreef. Dat is onder meer terug te vinden in de stijl en titels van sommige delen. Het werk begint met een prelude (I. Preludio: Andante rubato), dat aandoet als een improvisatie. Het tweede deel (II. Fuga: Allegro molto) is een fuga, hetgeen op een tegenstelling wijst. Een fuga bevat meerdere stemmen en dat kan in wezen niet bij een eenstemmig solo-instrument. Holmboe laat de fluitist snel wisselen tussen diverse registers, zodat een meerstemmig werk lijkt te ontstaan. Voor het derde deel (III. Andante interotto: Andante) liet Holmboe zich inspireren door Intermezzo interotto uit het Concert voor orkest van Béla Bartók. Een landelijke melodie wordt plotseling onderbroken. Het laatste deel (IV. Rondo: Allegro giocoso) verwijst terug naar het eerste deel, maar dan in rondo-vorm gegoten.
Van het werk zijn twee opnamen bekend: Poul Birkelund nam het op rond 1970 voor de IJslandse radio; Charlotte Norholt van Ensemble Midtvest in 2010. Die laatste opname vond plaats in het kader van uitgave van vergeten kamermuziek van de Deense componist.